# Ambientalismo en El Señor de los Anillos

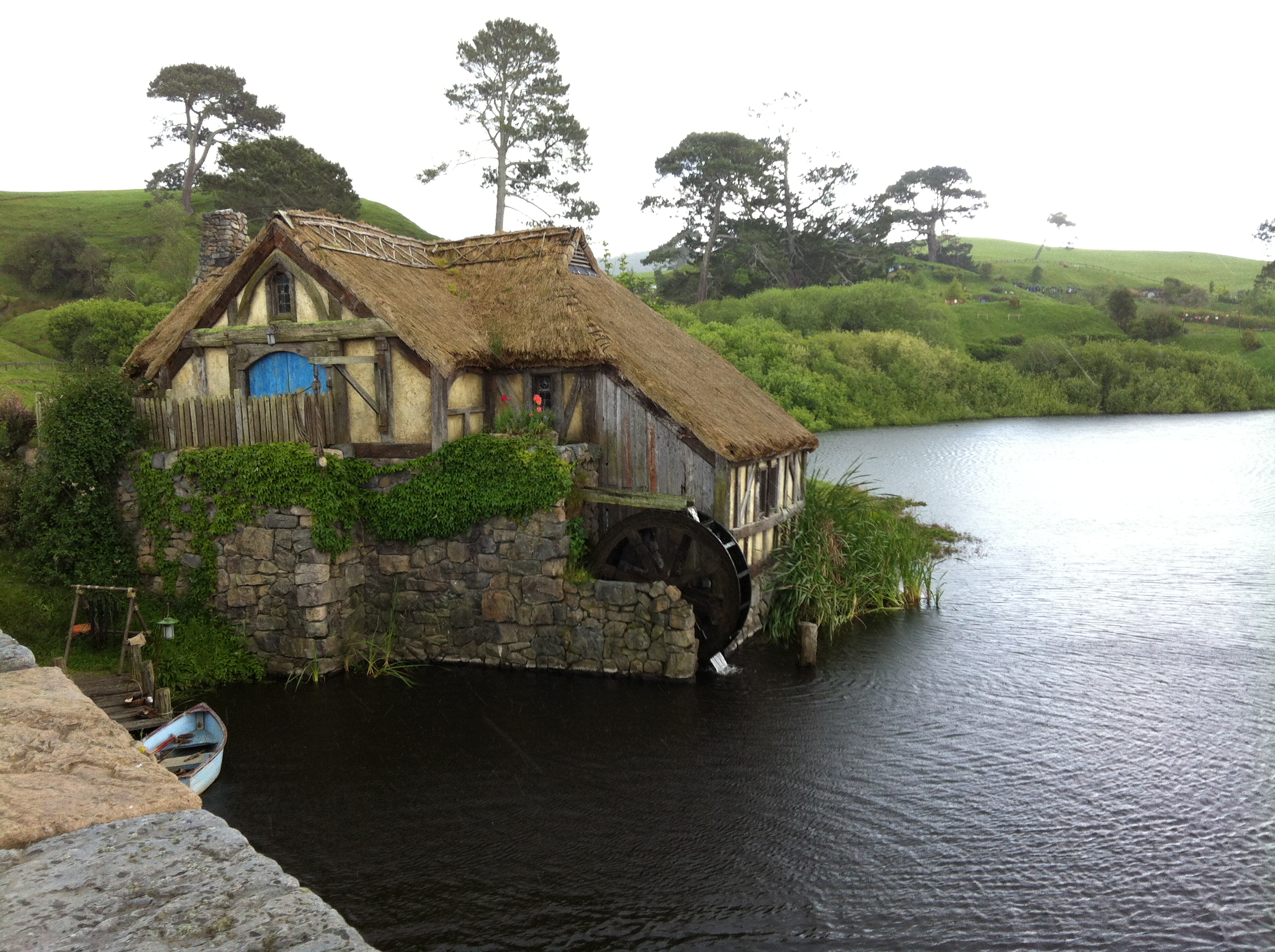
Visión pastoral de una Inglaterra intacta: el antiguo molino de Hobbiton, reconstruido para el rodaje de El Señor de los Anillos de Peter Jackson

El tema del ambientalismo en El Señor de los Anillos ha sido comentado por los críticos desde los años 1970. Las visiones de los hobbits del infierno industrial de Isengard de Saruman y la desolada tierra contaminada de Mordor de Sauron han sido interpretadas como comentarios sobre la sociedad moderna, mientras que la destrucción de Isengard por los Ents, gigantes de los árboles, y «El Saneamiento de la Comarca» por los hobbits, tienen un fuerte tema de restauración del medio ambiente natural después de tal contaminación y degradación industrial. Sin embargo, el amor de Tolkien por los árboles y la naturaleza intacta es evidente a lo largo de la novela.

## Contexto

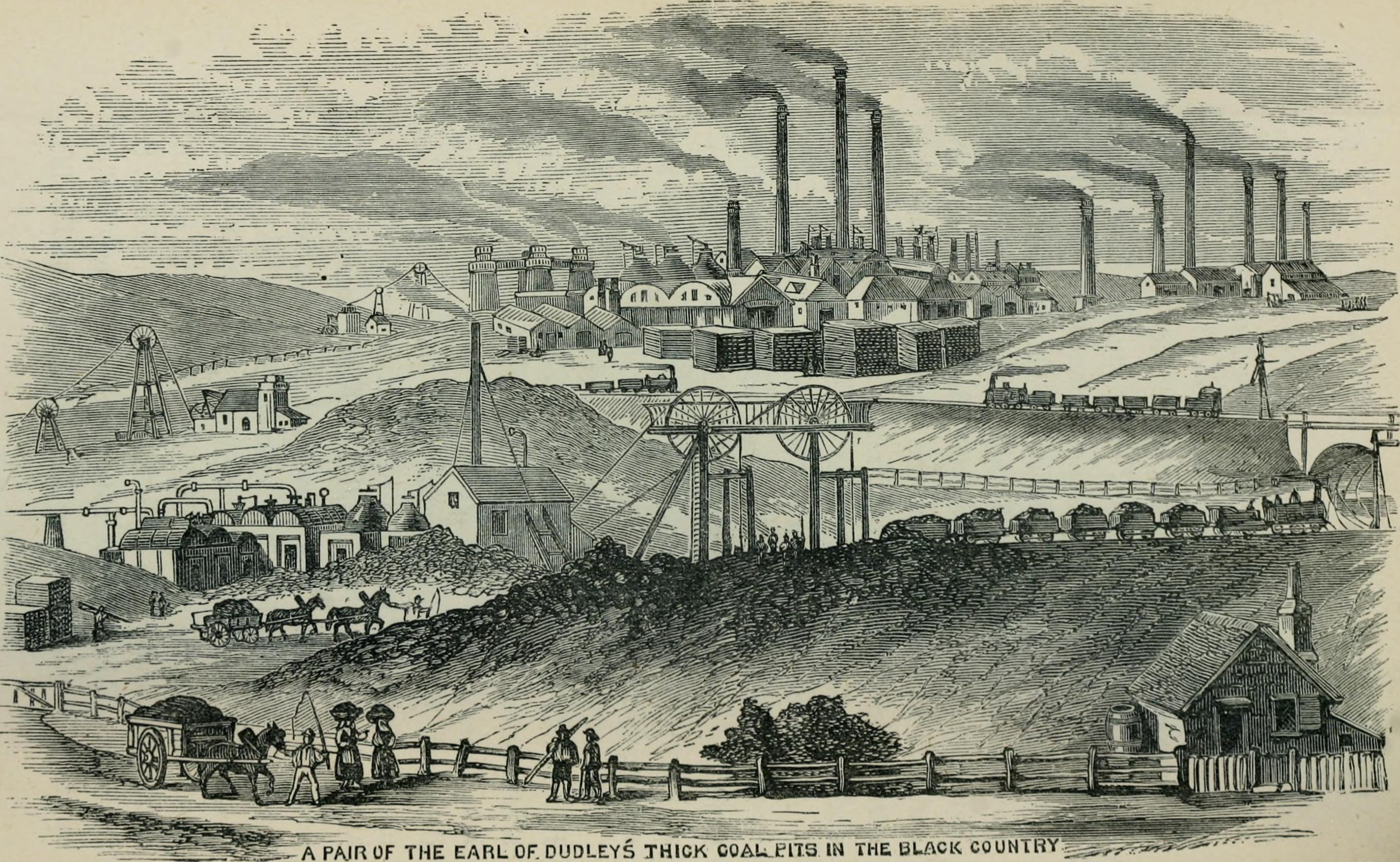
Minas, fábricas de hierro, humo y escombreras: se ha sugerido que el País Negro, cerca de la casa de la infancia de Tolkien, influyó en su visión de Mordor.

J. R. R. Tolkien creció primero en el campo de Warwickshire, en Sarehole, que en ese momento estaba justo fuera de Birmingham, y luego dentro de esa ciudad industrial. En una exposición de arte titulada «La Creación de Mordor» en la Galería de Arte de Wolverhampton en 2014, se afirmó que las acerías y altos hornos de West Midlands, cerca del hogar de la infancia de Tolkien, inspiraron su visión de Mordor y el nombre que le dio, que significa «Tierra Negra» en su inventado idioma élfico Sindarin. Esta zona industrializada ha sido conocida desde hace mucho como «el País Negro». Philip Womack, en un artículo en The Independent, comparó el traslado de Tolkien desde el campo de Warwickshire a la ciudad de Birmingham como un «exilio de un paraíso rural a forjas y fuegos parecidos a Mordor». El crítico Chris Baratta señala las diferencias entre los entornos bien cuidados y frondosos de la Comarca, el hogar de los hobbits, y los «yermos industriales de Isengard y Mordor». Baratta comenta que Tolkien claramente pretendía que el lector «se identificara con algunos de los problemas de destrucción del medio ambiente, invasión industrial desenfrenada y los efectos corruptos y dañinos que esto tiene en la humanidad».
Tolkien era muy sensible a las invasiones en el campo inglés; durante la Segunda Guerra Mundial, al igual que W. G. Hoskins, quedó horrorizado por la cantidad de tierra ocupada por aeródromos. Más adelante en su vida, Tolkien se obsesionó con la creciente amenaza para el campo a medida que las ciudades crecían y las carreteras atravesaban campos y bosques.

## Creación prístina

### Naturaleza salvaje

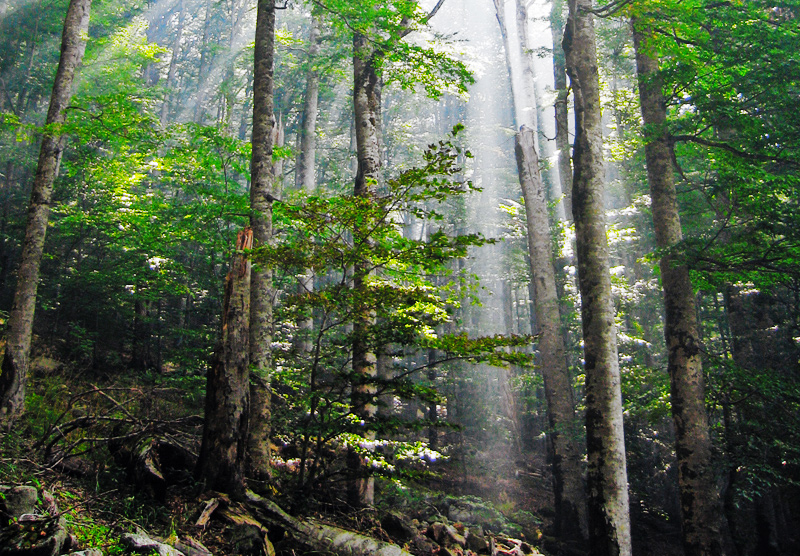
Bosque primario: La luz del sol se filtra a través de las hayas intactas

Tolkien utiliza la naturaleza salvaje en forma de bosques en la Tierra Media, desde el Bosque de los Trolls y el Bosque Negro en El Hobbit, que reaparecen en El Señor de los Anillos, hasta el Bosque Viejo, Lothlórien y el Bosque de Fangorn, que ocupan capítulos enteros de esta última novela, sin mencionar los grandes bosques de Beleriand y Valinor en El Silmarillion. De hecho, mientras la Tierra Media aún estaba «en un crepúsculo bajo las estrellas», los «más antiguos seres vivientes habían surgido: ... en la tierra, las sombras de grandes árboles». Según el estudioso de Tolkien, Tom Shippey, la mención del Bosque Negro es un eco de la mitología nórdica del Elder Edda, con los bosques intransitables del Norte sobre las Montañas Nubladas descritos en uno de los poemas del Edda, el Skirnismal. Tolkien creía que la comprensión primordial humana era, como escribió en Árbol y Hoja, «la comunión con otros seres vivientes», ahora perdida. Mientras que el también especialista de Tolkien, Paul Kocher, afirmó que la Tierra Media estaba destinada a ser la Tierra misma en el pasado distante, cuando los bosques primarios aún existían, y con ellos, una totalidad que también se ha perdido.

### Armonía con la tierra
Los pueblos libres del Oeste de la Tierra Media, incluidos los hobbits de la Comarca, viven en armonía con su tierra. Lucas Niiler describe toda la región como «un entorno mayoritariamente pastoral con una economía basada en la agricultura» y a los hobbits como «cuidadosos granjeros, expertos en jardinería; cebada para cerveza, tabaco aromático y hermosas flores brotan de sus campos y jardines con solo el suave toque de un azadón».

## Devastación ambiental
En el prólogo de la segunda edición de El Señor de los Anillos, Tolkien escribió que, aunque la obra no tenía «ningún tipo de significado alegórico», se basaba en su experiencia personal. Afirmó que «el lugar donde viví de niño estaba siendo destruido miserablemente antes de cumplir los diez años», cuando Birmingham creció y expandió casas, carreteras y ferrocarriles suburbanos por el campo de Warwickshire. Lamentó «la decadencia final del antiguo molino de maíz, que alguna vez floreció junto a su estanque y que en mi infancia me parecía tan importante».
Tolkien describe el impacto devastador de la industrialización en el Isengard de Saruman y en la tierra muerta de Mordor bajo el dominio de Sauron. Sus sentimientos sobre la naturaleza se inscriben en un patrón más amplio de declive, la idea de que, aunque el mal puede ser enfrentado, las pérdidas nunca serán completamente reparadas. Como escribe Kocher: «Quizás aún queden Ents en nuestros bosques, pero ¿qué bosques nos quedan? El proceso de exterminio ya estaba bien avanzado en la Tercera Edad, y en obras fuera de la épica, Tolkien lamenta amargamente su clímax en la actualidad».

### El Isengard de Saruman
Tolkien pone en boca de Bárbol, líder de los gigantes arbóreos, los Ents, las siguientes palabras sobre el mago Saruman:
«Está tramando convertirse en una Potencia. Su mente es de metal y ruedas; no le importan las cosas que crecen... Se ha aliado con gentes viles, con los orcos... Pero hay algo peor: les ha hecho algo, algo peligroso. Estos isengardianos son más parecidos a hombres malvados. Una característica de las cosas malignas que surgieron en la Gran Oscuridad es que no soportan el Sol; pero los orcos de Saruman pueden resistirlo, aunque lo odien. Me pregunto qué habrá hecho...
En las fronteras están talando árboles, buenos árboles. Algunos los cortan y los dejan pudrirse, pura maldad de orcos; pero la mayoría los cortan en trozos y se los llevan para alimentar los fuegos de Orthanc. Siempre hay humo saliendo de Isengard en estos días».

— Las Dos Torres , libro 3, capítulo 4: «Bárbol»

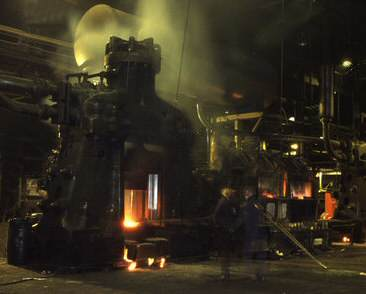
«... los martillos golpeaban con fuerza. Por la noche, columnas de vapor salían de los respiraderos, iluminados desde abajo con una luz roja». Martillo de vapor en acción, Inglaterra.

El Isengard de Saruman es industrial en varios aspectos: produce armas y maquinaria de hierro, fundida y forjada usando árboles como combustible; una raza inusualmente grande y poderosa de orcos, capaces, como dice Bárbol, de luchar a plena luz del día, creados rápidamente, aparentemente mediante algún tipo de clonación; y un explosivo similar a la pólvora. Las fábricas subterráneas, y el contraste con cómo era la zona antes de la época de Saruman, son descritas por el narrador en «El camino a Isengard»:
Antes había sido verde y estaba lleno de avenidas, y bosques de árboles frutales, regados por arroyos que fluían desde las montañas hacia un lago. Pero en los últimos días de Saruman no crecía allí nada verde...

 Las galerías descendían por muchas pendientes y escaleras en espiral hasta cavernas profundas; allí Saruman tenía tesoros, almacenes, arsenales, fraguas y grandes hornos. Las ruedas de hierro giraban sin cesar, y los martillos golpeaban sin pausa. Por la noche, plumas de vapor salían de las chimeneas, iluminadas desde abajo con luz roja, azul o un verde venenoso.
De este modo, Saruman representa exactamente lo opuesto a la administración compasiva de la Tierra Media mostrada por los hobbits de la Comarca y por Bárbol del bosque de Fangorn.

## Infierno industrial

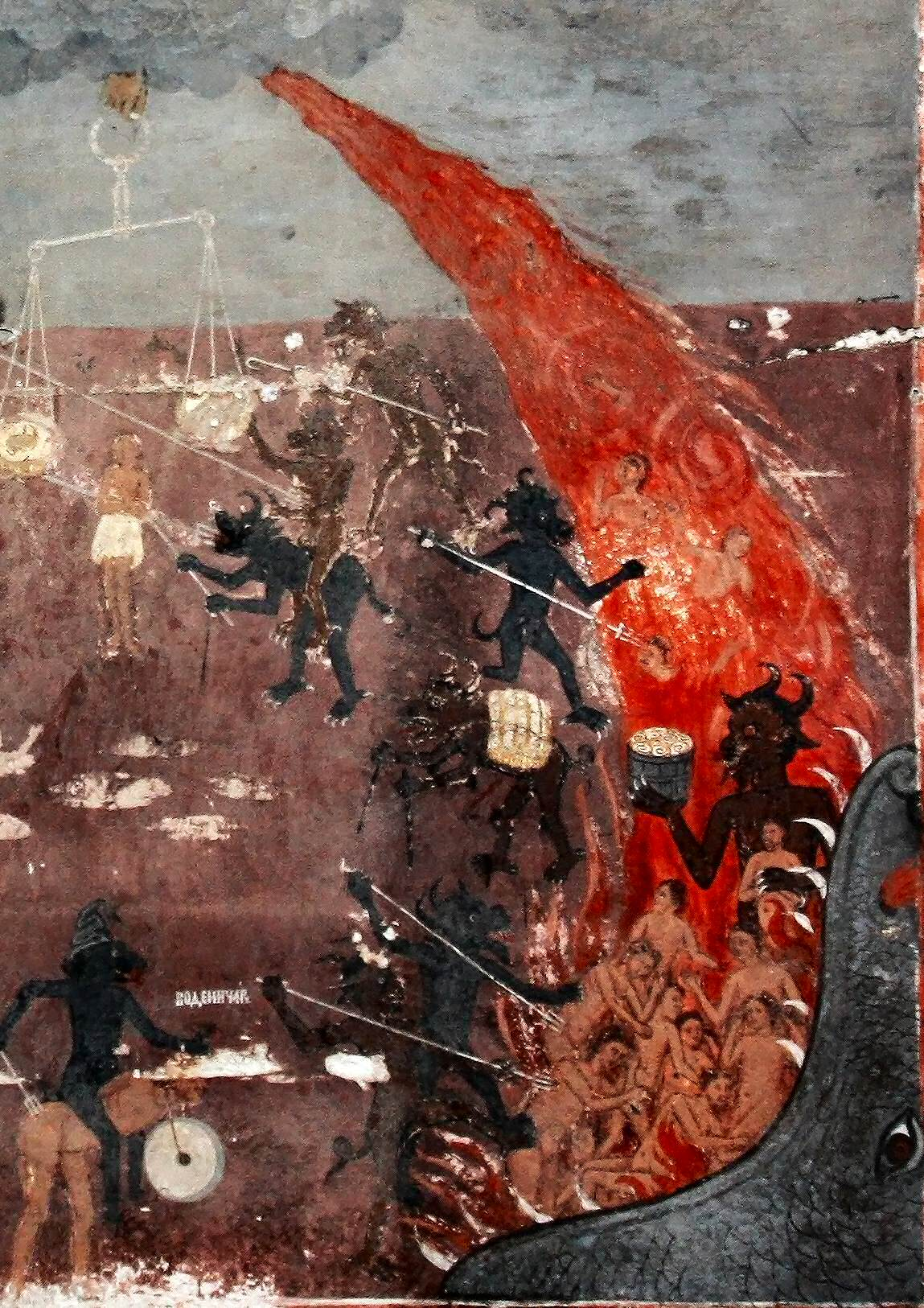
El «infierno industrial» de Isengard, en palabras de Tolkien, «un cementerio de muertos inquietos, lleno de túneles, oscuro y profundo». Fresco medieval del infierno, San Nicolás en Raduil, Bulgaria.

El académico de literatura inglesa Charles A. Huttar describe Isengard como un «infierno industrial». Cita la descripción que hace Tolkien de Isengard, y subraya él mismo ciertas palabras del texto: «túneles .. círculo .. oscuro .. profundo .. cementerio de muertos inquietos .. la tierra temblaba .. tesoros .. hornos .. ruedas de hierro .. sin cesar .. iluminado desde abajo .. venenoso». Huttar comenta: «La imaginería es familiar, sus connotaciones evidentes. Este es otro infierno [después de Moria y Mordor]».
Dickerson escribe que los «modos malvados» de Saruman se revelan precisamente en su «destrucción caprichosa» de los árboles de Fangorn y señala que Bárbol llama a Saruman un «maldecido asesino de árboles».Kocher observa que Bárbol afirma que los Ents sienten una simpatía mucho más cercana por los árboles que los pastores por sus ovejas, ya que «son 'buenos para meterse dentro de otras cosas'». También cita su declaración de que no está «del todo de parte de nadie, porque nadie está del todo de mi lado ... nadie cuida los bosques como yo los cuido», pero señala que, aun así, actúa impulsado por el conocimiento de que Saruman ha tomado partido en la Guerra del Anillo. Los Ents, liderados por Bárbol, destruyen el Isengard industrial del mago, cuyas fábricas funcionaban gracias a la tala indiscriminada de árboles. Tras la destrucción del Anillo Único, Aragorn concede vastas tierras para nuevos bosques; sin embargo, como señala Kocher, Tolkien deja «siniestras pistas de que el bosque salvaje no prosperará en la expansiva Era del Hombre».

## Una restauración anhelada

### Árboles marchando a la guerra

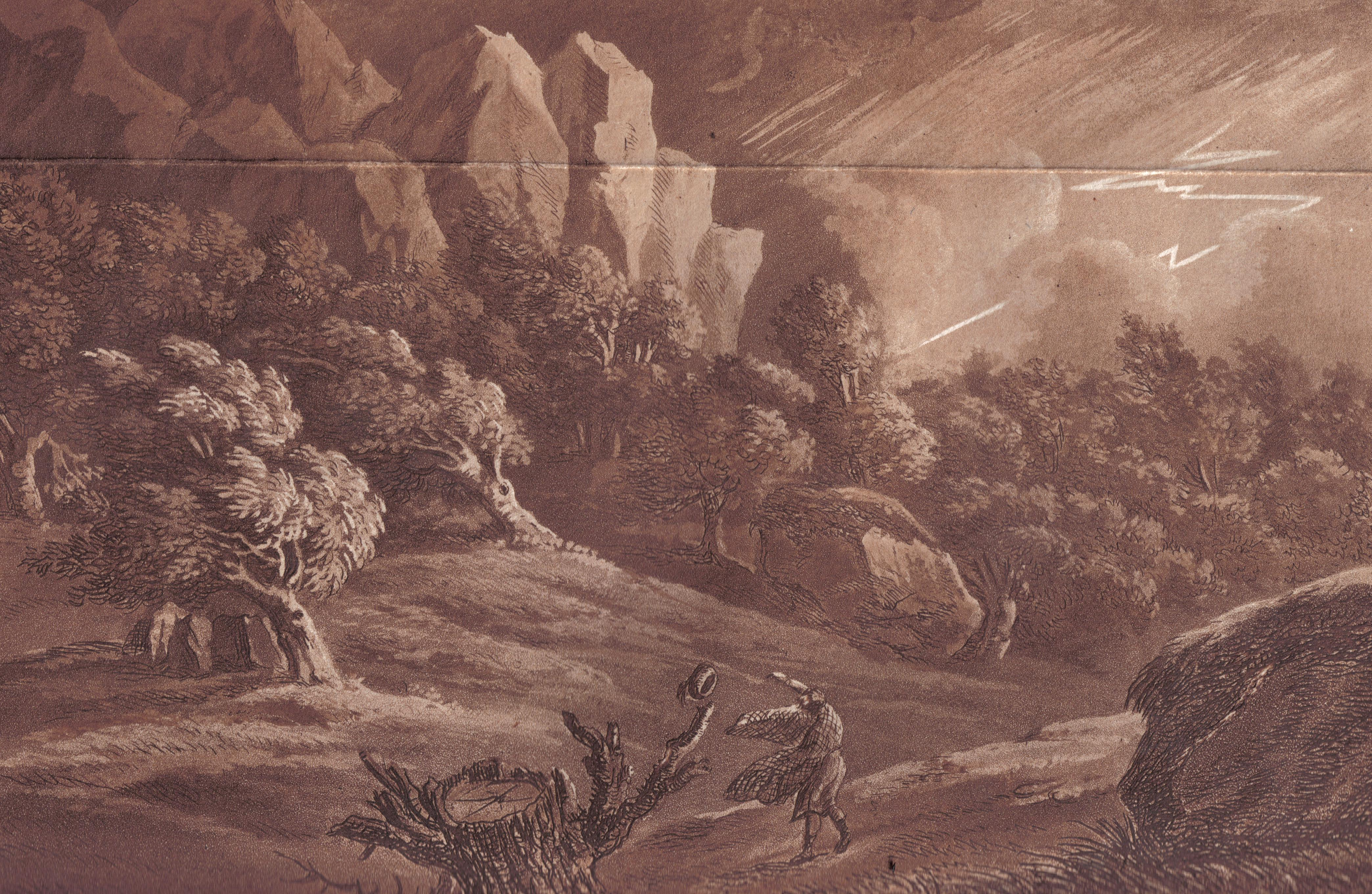
Macbeth en el bosque salvaje de Birnam, por John Stoddart, 1800

Macbeth: No temeré a la muerte ni al daño, hasta que el bosque de Birnam venga a Dunsinane.  

    — Shakespeare, Macbeth, Acto 5, escena 3.
En El Señor de los Anillos, en la mañana después de la larga noche de la Batalla del Abismo de Helm, en la que Saruman intentó destruir Rohan, ambos ejércitos vieron que un bosque de Huorns, árboles parecidos a seres furiosos, ahora llenaba el valle, atrapando al ejército de orcos de Saruman. Los orcos huyeron al bosque de los Huorns y fueron destruidos.
Tolkien señaló en una carta que había creado criaturas arbóreas caminantes [Ents y Huorns] en parte como respuesta a su «amarga decepción y repugnancia desde la época escolar por el uso insípido que Shakespeare hizo en Macbeth de la llegada del 'Gran Bosque de Birnam a la colina de Dunsinane': Ansiaba idear un escenario en el que los árboles realmente marcharan a la guerra». Los críticos señalan que es impactante que la batalla, los orcos y las esperanzas de conquista de Saruman terminen de esta manera. También observan que esto representaba el cumplimiento de un deseo de Tolkien: revertir el daño que veía infligido al campo inglés.

### El saneamiento de la Comarca

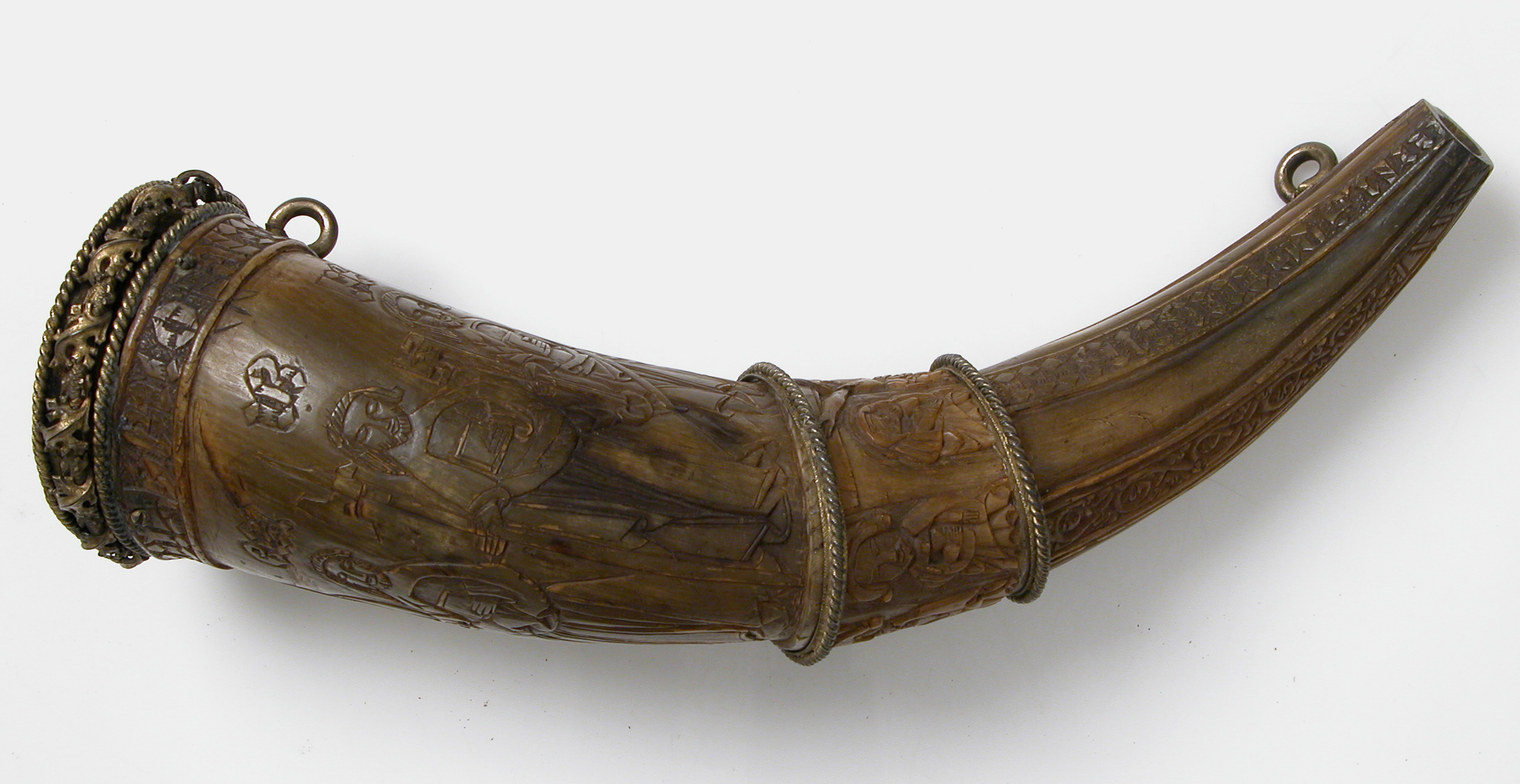
El erudito tolkieniano Tom Shippey sugiere que Tolkien habría deseado tener el cuerno mágico de Merry, el hobbit, para despertar a las personas y motivarlas a actuar en defensa del medio ambiente en Inglaterra. En la imagen se muestra un cuerno de caza francés del siglo XV.

Desde la década de 1970, los críticos han comentado sobre el ambientalismo presente en El Señor de los Anillos , especialmente en el capítulo «El saneamiento de la Comarca». Uno de los primeros en señalar esto fue Paul H. Kocher, quien escribió: «Tolkien fue un ecologista, defensor de lo extraordinario, odiador del 'progreso', amante de los oficios manuales y detractor de la guerra mucho antes de que estas actitudes se volvieran populares». Nicholas Birns describe el capítulo como «tan conservacionista como tradicionalista», al señalar que presenta un fuerte argumento proambiental además de sus otros temas. Plank destaca el énfasis del capítulo en el «deterioro del medio ambiente» como algo «bastante inusual para su época», con los hobbits regresando a la Comarca, similar a Inglaterra, y encontrando la destrucción innecesaria de lo antiguo y hermoso, reemplazado por lo nuevo y feo; contaminación del aire y el agua; descuido; «y, sobre todo, árboles destruidos sin motivo». El capítulo ha sido visto como una especie de llamado a las armas, un deseo de motivar a las personas a actuar en defensa del medio ambiente en su «propio patio trasero».

### Primarias
1. ↑  Tolkien, 1977, «Quenta Silmarillion», cap. 3 «De la llegada de los Elfos y el cautiverio de Melkor»
2. 1 2  Tolkien, 1954a, «Prólogo de la Segunda Edición»
3. 1 2  Tolkien, 1954, libro 3, cap. 4 «Bárbol»
4. 1 2 3 4 5 6  Tolkien, 1954, libro 3, cap. 8 «El camino a Isengard»
5. ↑  Tolkien, 1955, libro 6, cap. 6 «Numerosas separaciones»
6. ↑  Tolkien, 1954, libro 3, cap. 7, «El Abismo de Helm»
7. ↑  Carpenter, 2023, #163, nota al pie, pp. 211–212.

### Secundarias
1. 1 2  Jeffries, 2014.
2. ↑  Womack, 2019.
3. 1 2  Baratta, 2011, pp. 31–45.
4. ↑  Hoskins, 1955, pp. 231–232.
5. ↑  Carpenter, 1978, p. 130.
6. ↑  Shippey, 2005, p. 80.
7. 1 2  Saguaro y Thacker, 2013.
8. ↑  Kocher, 1974, p. 9.
9. 1 2 3 4  Niiler, 1999, pp. 276–285.
10. ↑  Dickerson y Evans, 2006, Capítulo 8, «Three Faces of Mordor», pp. 185–214.
11. ↑  Kocher, 1974, p. 15.
12. 1 2  Kocher, 1974, pp. 102–103.
13. ↑  Davis, 2008, pp. 55–71.
14. ↑  Morton, 2014, pp. 291–304.
15. 1 2 3 4  Huttar, 1975, pp. 135–137.
16. ↑  Dickerson, 2013, pp. 678–679.
17. ↑  «Macbeth, Act 5, scene 3». Shakespeare Online (en inglés). Consultado el 23 de julio de 2020.
18. ↑  Shippey, 2005.
19. 1 2  Shippey, 2005, pp. 198-199.
20. 1 2  Dickerson y Evans, 2006, pp. xvii-xviii, 215–234.
21. ↑  Kocher, 1974, p. 28.
22. ↑  Birns, 2012.
23. 1 2  Plank, 1975, pp. 114-115.
24. ↑  Shippey, 2005, pp. 115-118.
25. ↑  Jahangir, 2014.